# 女囚の意気地
『女囚の意気地』 （じょしゅうのいくじ、 英： Ladies They Talk About ）は、1933年に製作されたアメリカの犯罪ドラマ映画である。 『女囚の生活』（じょじゅうのせいかつ）という別題もある。ハワード・ブレザートン、ウィリアム・キーリー監督、バーバラ・スタンウィック、プレストン・フォスター、ライル・タルボット出演のプレコード映画（ヘイズ・コードが厳密に運用されるようになる前の映画）であり、銀行強盗ギャング団のメンバーである若い女性を描いている。 ドロシー・マッケイとカールトン・マイルズによる戯曲 Gangstress, or Women in Prison に基づいている。

## あらすじ
ナン・テイラーは銀行強盗ギャング団のメンバーであり、一般客のふりをして共犯者が金を盗んでいる間に警備員の注意をそらす役目をつとめていた。ナンの偽装は警官に見破られてしまい、逮捕されてしまう。ナンは幼馴染みで説教師として社会改革運動を行っているラジオのスター、デイヴィッド・スレイドと再会する。スレイドはナンを助けたいと考えるが、ナンが自分は有罪であると告白したため、ナンは刑務所で刑期をつとめることになる。
サン・クエンティン州立刑務所に入ったナンは刑務所仲間のリンダ、シスター・スージー、マギーおばさん、看守のヌーナンと出会う。デイヴィッドはナンを気遣って刑務所に手紙を書き続けるが、一方でデイヴィッドのファンであるシスター・スージーはナンに敵意を抱く。ナンの共犯者であるレフティが刑務所に面会にやって来て、ギャングの仲間であるドンが同じ刑務所の男性監房に入っていることを伝える。レフティはドンの脱走のため、看守の鍵のコピーをとるようナンに頼む。ナンは面会に来たデイヴィッドに詳しいことを伝えずに鍵のコピーが入った手紙を託し、デイヴィッドは事情を知らずに投函する。ところが手紙は途中で開封されて計画が刑務所に知れてしまい、脱走を試みてナンの監房に入ろうとしたドンは射殺されてしまう。ナンの刑期は延長され、計画が漏れたのはデイヴィッドのせいだと考えたナンは復讐を誓う。
釈放されたナンはデイヴィッドが登壇する信仰復興集会に出向く。デイヴィッドはナンとの再会を喜ぶが、デイヴィッドが自分を裏切ったと思っているナンはデイヴィッドを撃つ。デイヴィッドは腕を怪我しただけだったが、シスター・スージーが鍵穴からその様子をのぞき見していた。デイヴィッドは自分がナンに撃たれたということを否定し、周りの人々に自分はナンと結婚するつもりだと宣言する。

## 背景
本作はドロシー・マッケイとカールトン・マイルズによる戯曲 Gangstress, or Women in Prison に基づいている。1928年にドロシー・マッケイは作品の舞台となるサン・クエンティン州立刑務所で実際に服役している。
「セントルイス・ブルース」を使用している。

## 評価・分析
プレコード映画（ヘイズ・コードが厳密に運用されるようになる前の映画）であり、初期の女囚映画でもある。プレコード映画であることもあり、刑務所にレズビアンの女性がいることを示唆する描写があり、アメリカ映画における同性愛描写を扱ったドキュメンタリー映画である『セルロイド・クローゼット』にもとりあげられている。他の女囚映画の多くとは異なり、ナンやその刑務所仲間は間違って収監された無実の人々ではなく、実際に犯罪を犯した女性たちとして描かれている。
『ニューヨーク・タイムズ』の1933年の映画評は本作の刑務所での場面を評価しており、「プライド、嫉妬、虚栄心その他の制約されていない女性の感情」をうまく描いていると述べている。

## リメイク
1942年にフェイ・エマーソン主演の Lady Gangster というタイトルのリメイク作が作られた。